# Preseka
Preseka (deutsch auch Hag; polnisch Przesieka Śląska, auch Osek; tschechisch Přeseka, auch Hvozd; lateinisch Indago) war ein breiter Grenzwaldgürtel, der der Verteidigung altslawischer Stammesgebiete diente.

## Geschichte

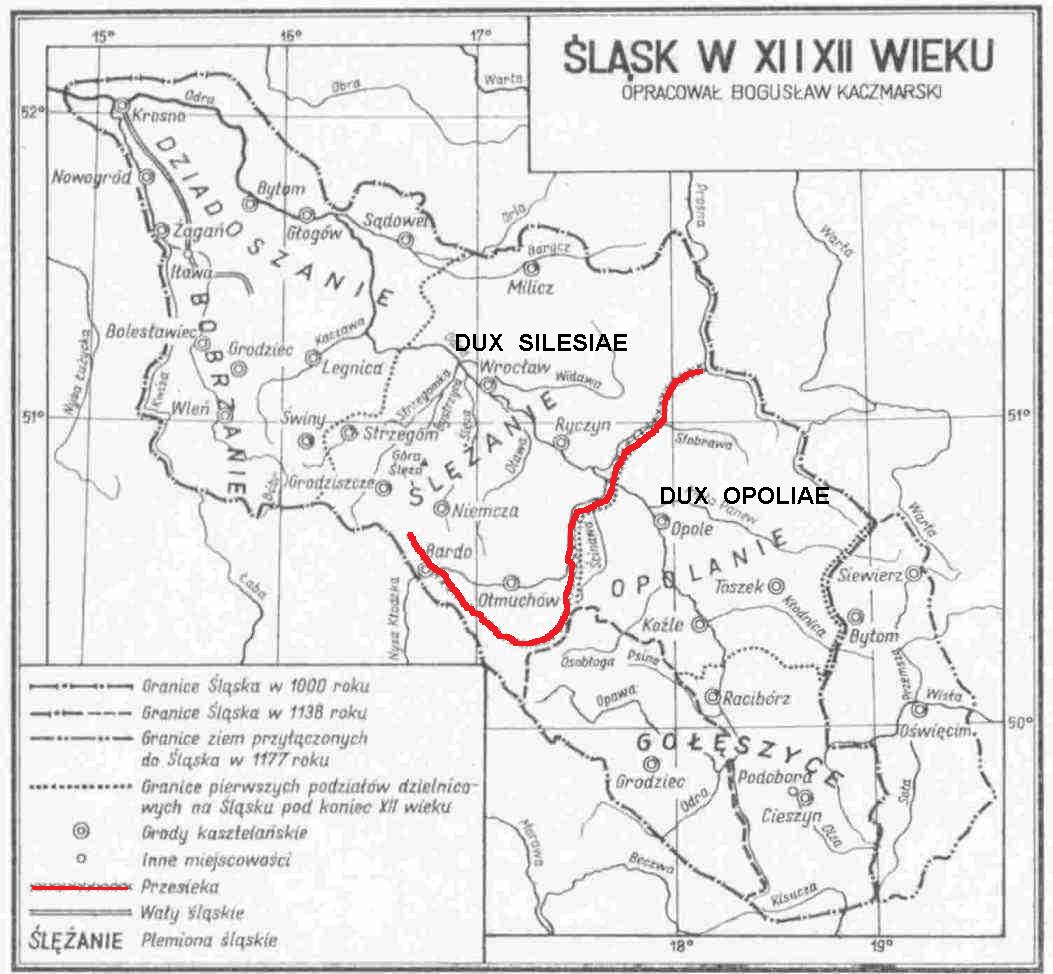
Preseka

Die Anlage des als „Preseka“ bezeichneten Grenzwaldes erfolgte im Frühmittelalter. Erstmals urkundlich erwähnt wird er in einem Bericht des Heinrichauer Gründungsbuches aus der Zeit um 1270. Dort heißt es, der Grenzwald habe „das ganze Land Schlesien“ umgeben.
Der Grenzwald, dessen Rodung verboten war, wurde durch ein Gebück aus Bäumen errichtet, die in Mannshöhe eingekerbt und niedergebogen und deren Äste miteinander verschlungen wurden. Zusätzlich wuchs zwischen den Bäumen ein Dornengestrüpp, so dass ein Durchdringen des Waldes kaum möglich war. Die durch das Gestrüpp nach auswärts führenden Saumpfade konnten in Gefahrenzeiten durch mehrere Tore verschlossen werden. Einer der wenigen Pässe bzw. Saumpfade, auf dem der Grenzwald überschritten werden konnte, war die Landeshuter Passlandschaft. Sie benutzte der polnische Herzog Bolesław III. Schiefmund im Jahre 1110 für einen Raubzug nach Böhmen. Zur Instandhaltung und Verteidigung des Verhaus waren die polnischen Bauern verpflichtet. Die Verpflichtung hieß ebenfalls Preseka.
Nachdem die Preseka in einzelnen Gebieten im Rahmen der mittelalterlichen Ostsiedlung von außen gerodet worden war, verlor sie allmählich ihre Bedeutung. Im nordostböhmischen Bereich erfolgte an der Außenseite des Grenzwaldes eine Kolonisierung weiter Gebiete durch das Benediktinerkloster Politz. Den Auftrag hierzu erteilte König Ottokar I. Anfang des 13. Jahrhunderts mit der Schenkung des Politzer Sprengels an das Kloster Břevnov. Zur Vermeidung von Gebietsverlusten erfolgte deshalb durch die schlesischen Herzöge eine Gegenkolonisation auf der Innenseite des Grenzwalls. Auf dem dadurch gewonnenen Siedlungsraum entstand ein Gürtel von Waldhufendörfern, bewehrten Städten und Burgen. Die erste Gegenkolonisation leitete Herzog Heinrich I. um 1225 im Gebiet von Naumburg am Queis ein. Durch die Heirat seines Sohnes Heinrich II. mit Ottokar I. Přemysls Tochter Anna im Jahre 1217 verbesserte sich zudem das politische Verhältnis zwischen Schlesien und den böhmischen Přemysliden.
Für das 13. Jahrhundert ist die Preseka für folgende Gebiete urkundlich belegt:
- bei Konstadt
- östlich von Neisse
- bei Kamenz auf dem Gebiet des Dorfes Schönwalde
- südlich von Altreichenau und
- westlich von Löwenberg

Zum System der Grenzsicherung gehörten auch die Dreigräben bei Sagan. Weitere Gebiete des Herzogtums Breslau wurden durch Flussgrenzen gesichert.